# Галлуазит
Галлуазит, реже галлоизит (англ. Halloysite, от имени собственного) или горное мыло (устар.) — глинистый минерал подкласса слоистых силикатов. По составу и структуре близок к каолиниту, от которого отличается более высоким содержанием воды. Галлуазит кристаллизуется в моноклинной сингонии. Характерны восковидные и фарфоровидные агрегаты. Цвет белый, серый, голубоватый. Блеск матовый. Твёрдость по минералогической шкале 1—2,5. Плотность 2—2,6 г/см³. В воде размокает, образуя суспензию и пластичную массу. Образуется в экзогенных условиях, в основном при выветривании алюмосиликатов изверженных пород (габбро, диабазов, сиенитов и других). Является составной частью некоторых глин. Используется в качестве керамического сырья, а также для изготовления катализаторов и наполнителей. Крупные залежи галлуазита встречаются в Австралии, США, Китае, Новой Зеландии, Мексике и Бразилии.
Галлуазит имеет очень высокий предел пластичности и низкий индекс пластичности. Из-за этого в галлуазите трудно разделить пластические и предельные пределы.

## Название
Впервые обнаружен в Льеже бельгийским геологом Омалиусом д’Аллуа, в честь которого Пьером Бертье в 1826 году и был назван.

## Нанотрубки галлуазита

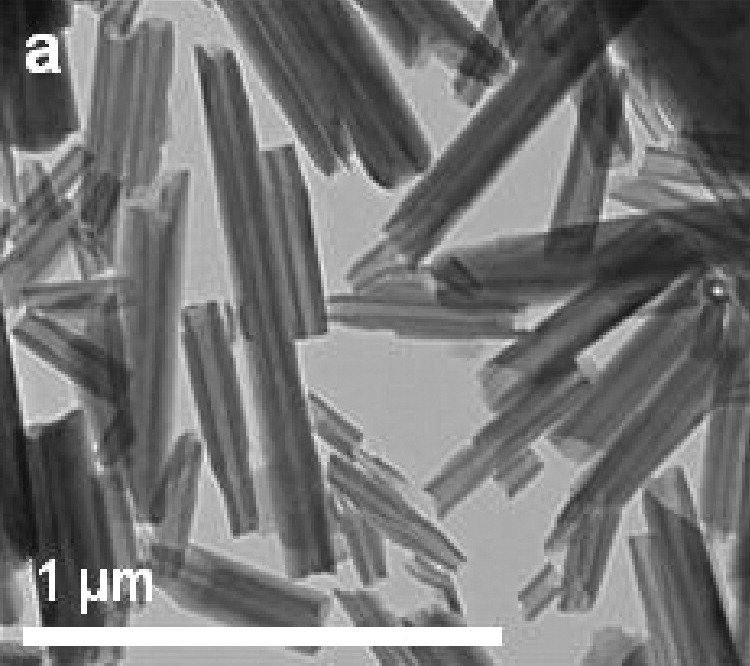
Изображение нанотрубок галлуазита, полученное при помощи просвечивающего электронного микроскопа

В природе встречаются различные микроструктуры галлуазита, самая распространённая из которых представляет собой нанотрубки, получающиеся в результате сворачивания листов галлуазита с двухслойной структурой пакета (1:1 — один слой кремнекислородных тетраэдров и один слой алюмогидроксильных октаэдров) из-за несовпадения геометрических размеров элементарных ячеек слоёв. Типичные размеры таких нанотрубок составляют 40—70 нм во внешнем диаметре и 10—20 нм во внутреннем, а в длину — 500—1500 нм. Благодаря развитой поверхности, несущей электрический заряд (положительный на внутренней поверхности и отрицательный на внешней), галлуазит обладает способностью связывать ионы и может быть подвержен функционализации, а также использован в качестве наполнителя полимерных нанокомпозитов, которые могут найти применение в биомедицине (адресная доставка генов и лекарств, лечение злокачественных опухолей), защите окружающей среды и при создании нанореакторов и косметических средств.